# 夏の太陽のせいにして
「夏の太陽のせいにして」（なつのたいようのせいにして）は、2013年6月19日にGIZA studio／D-GOから発売されたなついろの2枚目のシングル。
テレビ朝日『ポータル ANNニュース&スポーツ』、ABC『見知らぬ関西新発見!みしらん』、テレビ金沢『となりのテレ金ちゃん』6月度エンディング・テーマ。

## 収録曲
全曲 作詞：山崎好詩未、新名悠人　編曲：葉山たけし
1. 夏の太陽のせいにして
作曲：大野愛果
2. Just Going My Way
作曲：北川加奈
3. 夏の太陽のせいにして (Instrumental)
4. Just Going My Way (Instrumental)